# Орловка (Тамбовская область)
Орловка — деревня в Тамбовском районе Тамбовской области России. Административный центр Орловского сельсовета.

## География
Деревня находится в центральной части региона, в лесостепной зоне, на расстоянии примерно 17 километров (по прямой) от города Тамбова, административного центра области и района, на автомобильной дороге общего пользования федерального значения Р-193 (Воронеж — Тамбов)..

### Климат
Климат умеренно континентальный, относительно сухой, с холодной продолжительной зимой и тёплым летом. Средняя температура воздуха самого холодного месяца (января) — −11,3 °C; самого тёплого месяца (июля) — 20,4 °C. Безморозный период длится 142—147 дней. Среднегодовое количество атмосферных осадков составляет 510 мм, из которых 292 мм выпадает в период с апреля по октябрь. Продолжительность залегания снежного покрова составляет в среднем 134 дня.

## История
Деревня возникла в промежутке между первой и второй переписями 1719 и 1745 годов и была основана крепостными крестьянами помещика Осипа Селиванова, которых он переселил из разных деревень и уездов. По документам четвёртой ревизии 1782 года в деревне Орловке числился 41 двор крепостных крестьян помещика Василия Нестерова.

## Население
| 2002 | 2010 |
| ---- | ---- |
| 825  | ↗924 |

### Национальный состав
Согласно результатам переписи 2002 года, в национальной структуре населения русские составляли 98 % от жителей.

## Инфраструктура
Отделение почтовой связи Орловка 392531.

## Транспорт
Деревня доступна автотранспортом. Остановка общественного транспорта «Орловка».